# Kazimierz Smentek
Kazimierz Smentek (ur. 23 listopada 1898 w Toruniu, zm. wiosną 1940 w Kalininie) – starszy posterunkowy Policji Państwowej, jedna z ofiar zbrodni katyńskiej.

## Życiorys
Był synem Anastazji Winiarskiej i Wincentego - właściciela Zakładów Rzeźnickich w Toruniu. Poślubił Bronisławę Raychell, z którą miał czwórkę dzieci: Henryka, Tadeusza, Emilię i Jerzego (13 kwietnia 1940 roku wywiezieni do Kazachstanu, Kokczetawska obł. Krasnoarmiejski rej., wieś Mnogocwietna).
W policji służył od 20 grudnia 1922 roku w Komendzie Wojewódzkiej w Łodzi. Od 1936 roku służbę pełnił w województwie tarnopolskim, ostatnio na posterunku w Suchowoli, w powiecie brodzkim. 20 maja 1939 roku otrzymał awans na komendanta posterunku w Brodach. Po wybuchu II wojny światowej zajmował się zabezpieczeniem obiektów wojskowych przed dywersją.
Aresztowany 11 listopada 1939, następnie wywieziony do obozu w Ostaszkowie. W kwietniu 1940 roku przewieziony do Kalinina (obecnie Twer), gdzie został zamordowany. Pochowany w Miednoje.

## Awans pośmiertny
10 października 2007 roku Kazimierz Smentek został pośmiertnie awansowany na stopień aspiranta Policji Państwowej w drugim dniu obchodów uroczystości „Katyń Pamiętamy – Uczcijmy Pamięć Bohaterów”.

## Odznaczenia
- Medal „Za udział w wojnie obronnej 1939”;
- Krzyż Kampanii Wrześniowej - 1 stycznia 1986 (pośmiertnie)[5]